# (495603) 2015 AM281
(495603) 2015 AM281 est un objet transneptunien, en résonance 2:5 avec Neptune et une planète naine potentielle, ayant un diamètre estimé à environ 450 km.